# Cupa Moldovei 2023-2024
La Cupa Moldovei 2023-2024 è stata la 33ª edizione della coppa nazionale moldava, iniziata il 16 agosto 2023 e terminata il 25 maggio 2024.
Lo Sheriff Tiraspol era la squadra campione in carica.

## Formula
Il torneo si svolge con turni ad eliminazione diretta in gara unica fino agli ottavi di finale, mentre i quarti di finale e le semifinali si svolgono in match di andata e ritorno.

## Calendario
| Turno             | Andata            | Ritorno           |
| ----------------- | ----------------- | ----------------- |
| Turno preliminare | 16 agosto 2023    | 16 agosto 2023    |
| Primo turno       | 29 agosto 2023    | 29 agosto 2023    |
| Secondo turno     | 3 ottobre 2023    | 3 ottobre 2023    |
| Ottavi di finale  | 1-2 novembre 2023 | 1-2 novembre 2023 |
| Quarti di finale  | 2-3 marzo 2024    | 3-4 aprile 2024   |
| Semifinali        | 24-25 aprile 2024 | 1-2 maggio 2024   |
| Finale            | 25 maggio 2024    | 25 maggio 2024    |

## Squadre partecipanti
| Super Liga | Liga 1 | Liga 2 |
| - Bălți - Dacia Buiucani - Florești - Milsami Orhei - Petrocub Hîncești - Sheriff Tiraspol - Spartanii Selemet - Zimbru Chișinău | - Dinamo-Auto - Fălești - Iskra Rîbnița - Olimp Comrat - Real Succes - Saksan - Speranis Nisporeni - Speranța Drochia - FCM Ungheni - Univer Comrat - Victoria Chișinău | - Atletic Strășeni - Barsa Ungheni - Chișinău - Codru Călărași - Congaz - Constructorul Leova - Cricova - Edineț - Ghidighici - Grănicerul Glodeni - Inter Soroca - La Familia - Locomotiva Ocnița - Maiak Chirsova - Olimpia 1984 Bălți - Pepeni - Rîşcani - Slobozia Mare - Socol Copceac - Stăuceni - Țarigrad - EFA Visoca - FC Visoca - Vulturii Cutezători |

## Risultati

### Turno preliminare
A questo turno partecipano 6 squadre dalla Liga 2, mentre le altre 18 si qualificano direttamente per il primo turno.
| Squadra 1           | Risultato | Squadra 2      |
| ------------------- | --------- | -------------- |
| 16 agosto 2023      |           |                |
| FC Visoca           | 1 – 0     | EFA Visoca     |
| Ghidighici          | 4 – 3     | Maiak Chirsova |
| Constructorul Leova | 5 – 2     | Socol Copceac  |

### Primo turno
A questo turno partecipano le 3 vincenti del turno preliminare, le altre 18 squadre di Liga 2 e 11 squadre di Liga 1.
| Squadra 1           | Risultato       | Squadra 2          |
| ------------------- | --------------- | ------------------ |
| 29 agosto 2023      |                 |                    |
| Edineț              | 3 – 5           | Fălești            |
| Olimpia 1984 Bălți  | 3 – 3 (4-5 dtr) | Pepeni             |
| Țarigrad            | 0 – 2           | Locomotiva Ocnița  |
| Rîşcani             | 0 – 3           | Grănicerul Glodeni |
| Barsa Ungheni       | 2 – 3 (dts)     | FCM Ungheni        |
| Chișinău            | 0 – 2           | Speranis Nisporeni |
| Cricova             | 2 – 3           | Victoria Chișinău  |
| Inter Soroca        | 0 – 3           | Iskra Rîbnița      |
| FC Visoca           | 2 – 1           | Speranța Drochia   |
| Ghidighici          | 0 – 3           | Real Succes        |
| Constructorul Leova | 0 – 0 (4-2 dtr) | Olimp Comrat       |
| La Familia          | 2 – 3           | Dinamo-Auto        |
| Codru Călărași      | 0 – 2           | Stăuceni           |
| Vulturii Cutezători | 4 – 0           | Atletic Strășeni   |
| Congaz              | 1 – 9           | Saksan             |
| Slobozia Mare       | 4 – 1           | Univer Comrat      |

### Secondo turno
A questo turno partecipano le 16 vincenti del primo turno.
| Squadra 1           | Risultato | Squadra 2          |
| ------------------- | --------- | ------------------ |
| 3 ottobre 2023      |           |                    |
| Pepeni              | 0 – 1     | Fălești            |
| Grănicerul Glodeni  | 0 – 1     | Locomotiva Ocnița  |
| FCM Ungheni         | 3 – 2     | Speranis Nisporeni |
| Iskra Rîbnița       | 0 – 6     | Victoria Chișinău  |
| Visoca              | 1 – 2     | Real Succes        |
| Constructorul Leova | 4 – 0     | Dinamo-Auto        |
| Vulturii Cutezători | 2 – 4     | Stăuceni           |
| Slobozia Mare       | 0 – 5     | Saksan             |

### Ottavi di finale
A questo turno partecipano le 8 vincenti del secondo turno, più le otto squadre della Super Liga.
| Squadra 1         | Risultato       | Squadra 2           |
| ----------------- | --------------- | ------------------- |
| 31 ottobre 2023   |                 |                     |
| Spartanii Selemet | 1 – 5           | Stăuceni            |
| Milsami Orhei     | 2 – 0           | Fălești             |
| Zimbru Chișinău   | 7 – 0           | Locomotiva Ocnița   |
| Petrocub Hîncești | 9 – 1           | Saksan              |
| 1º novembre 2023  |                 |                     |
| Dacia Buiucani    | 4 – 2           | Real Succes         |
| Florești          | 1 – 1 (4-5 dtr) | Victoria Chișinău   |
| Bălți             | 7 – 0           | Constructorul Leova |
| Sheriff Tiraspol  | 5 – 0           | FCM Ungheni         |

### Quarti di finale
| Squadra 1                    | Totale | Squadra 2         | Andata | Ritorno |
| ---------------------------- | ------ | ----------------- | ------ | ------- |
| 2 marzo 2024 / 3 aprile 2024 |        |                   |        |         |
| Petrocub Hîncești            | 12 – 1 | Stăuceni          | 8 – 0  | 4 – 1   |
| 2 marzo 2024 / 4 aprile 2024 |        |                   |        |         |
| Bălți                        | 3 – 2  | Dacia Buiucani    | 2 – 1  | 1 – 1   |
| 3 marzo 2024 / 3 aprile 2024 |        |                   |        |         |
| Sheriff Tiraspol             | 5 – 1  | Victoria Chișinău | 2 – 0  | 3 – 1   |
| Milsami Orhei                | 1 – 5  | Zimbru Chișinău   | 1 – 2  | 0 – 3   |

### Semifinali
| Squadra 1                       | Totale | Squadra 2        | Andata | Ritorno |
| ------------------------------- | ------ | ---------------- | ------ | ------- |
| 24 aprile 2024 / 1º maggio 2024 |        |                  |        |         |
| Zimbru Chișinău                 | 2 – 1  | Sheriff Tiraspol | 1 – 0  | 1 – 1   |
| Petrocub Hîncești               | 6 – 1  | Bălți            | 5 – 1  | 1 – 0   |

### Finale
| Arbitro: | Luca (Chișinău) |

|                                |           |            |
| Lungu 58’ Jardan 76’ Lupan 79’ | Marcatori | 6’ Alaribe |